# Didier Astruc
Didier Astruc (Versalhes , 9 de junho de 1946), é um químico francês.

## Prémios e honrarias
- Grande Prémio Achille Le Bel (2000)[2]